# Gerhart Friedlander
Gerhart Friedlander (született: Friedländer) (Német Birodalom, München, 1916. július 28. – Amerikai Egyesült Államok, New York, South Setauket, 2009. szeptember 6.) német-amerikai magkémikus. Részt vett a Manhattan tervben. A Magyar Tudományos Akadémia külső tagja (1998).
Az első világháború ideje alatt született Münchenben. Miután a nácik átvették a hatalmat Németországban, nem járhatott egyetemre zsidó származása miatt, ezért 1936-ban az Amerikai Egyesült Államokba emigrált. A berkeleyi Kaliforniai Egyetemen együtt tanult a későbbi Kémiai Nobel-díjas Glenn  T. Seaborggal és 1942-ben megszerezte a doktori fokozatát (PhD). 1943-ban megkapta az amerikai állampolgárságot. A második világháború alatt bekerült a titkos Manhattan tervbe, mint magkémikus. A kémia részleg vezetője lett. A háború után a Brookhaveni Nemzeti Laboratóriumban kapott állást és 1968-tól  1977-ig a kémia intézet vezetője volt. 1981-ben vonult nyugdíjba. 
Leghíresebb tankönyve, mely alapműnek számít a témában, a Nuclear and Radiochemistry (Mag- és radiokémia), amit a Manhattan tervbeli kollégájával, Joseph W. Kennedy-vel írt közösöen.